# Francesc Bonifaç i Massó
Francesc Bonifaç i Massó   (Valls, 1735 - Tarragona, 1806)
fou un escultor barroc català, net de Lluís Bonifaç i Sastre i besnet de Lluís Bonifaç el Vell, i germà de Lluís Bonifaç i Massó, tots ells igualment escultors.

## Biografia
Establert a Tarragona, realitzà un gran nombre d'obres: Sant Francesc de Paula, a Sant Martí de Maldà (1762); Sant Crist, per al Morell (1766); Ester i Abigail, per al cambril del Santuari de Misericòrdia de Reus (1772); els retaules de Sant Isidre, Sant Roc i Sant Pelegrí per a la seu de Lleida (1775-1785); el retaule major dels carmelites de Vilanova i la Geltrú (1795). Altres obres seves són de cronologia incerta: els retaules de Sant Oleguer i Sant Agustí per a la catedral de Tarragona, el de Santa Rosalia a Torredembarra, la llitera de la Verge d'Agost a Valls i obres per a la Cartoixa d'Escaladei.
El 1771 fou nomenat acadèmic de la Reial Acadèmia de Belles Arts de Sant Ferran a Madrid.